# 2112 (음반)
| 전문가 평가   | 전문가 평가 |
| 평가 점수     | 평가 점수   |
| 출처          | 점수        |
| ------------- | ----------- |
| AllMusic      | [ 6 ]       |
| Rolling Stone | (Deluxe)    |
| The Guardian  | [ 8 ]       |
| PopMatters    | 9/10        |

《2112》는 1976년 3월, 앤섬 레코드에서 발매한 캐나다의 프로그레시브 록 밴드 러시의 네 번째 스튜디오 음반이다. 1976년 초 이전 음반인 《Caress of Steel》의 투어를 마친 후, 이 밴드는 이 음반의 실망스러운 판매량, 좋지 않은 비평적 반응, 그리고 쇼의 참석률 감소로 재정적인 어려움을 겪었다. 이 밴드의 국제적인 레이블인 머큐리 레코드는 러시를 탈퇴할 것을 고려했지만 매니저 레이 대니얼스와의 협상 이후 이 밴드에 음반을 하나 더 내주었다. 비록 레이블이 더 많은 상업적 소재를 요구했지만, 그 밴드는 계속해서 프로그레시브 록 사운드를 개발하기로 결정했다. 《2112》는 1976년 2월 토론토에서 오랜 프로듀서 테리 브라운과 함께 녹음되었다. 이 곡의 중심축은 20분짜리 타이틀곡으로, 음반의 첫 번째 면을 통째로 차지하는 미래과학소설 곡이다. 두 번째 면에는 다섯 개의 개별 트랙이 있다.
《2112》는 음악 비평가들의 호평을 받고 이 밴드의 이전 음반들을 빠르게 앞질렀다. 캐나다 음반 차트 5위, 미국 빌보드 200의 61위로 정점을 찍었으며 이 밴드의 국내 상업적 돌파구였다. 러시는 1976년 2월부터 1977년 6월까지 미국, 캐나다 및 유럽 투어로 음반을 지원했다. 《2112》는 미국에서 300만장 이상 판매된 밴드의 두 번째로 많이 팔린 음반(이후 《Moving Pictures》)으로 남아 있다. 이 음반은 《죽기 전에 꼭 들어야 할 앨범 1001》에 수록되어 있으며 《롤링 스톤》 독자의 여론 조사인 당신이 가장 좋아하는 프로그 록 음반에서 2위를 차지했다. 《2112》는 여러 번 재발행되었는데, 2016년에 데이브 그롤, 테일러 호킨스, 스티븐 윌슨, 앨리스 인 체인스 등 아티스트들이 공연한 음반 등 기존에 발표되지 않았던 소재가 수록된 40주년 기념판이 발매되었다.

## 배경
1976년 1월 러시는 1975-1976년 투어를 마치고 밴드의 세 번째 스튜디오 음반인 《Caress of Steel》을 지원했다. 밴드 멤버들은 음반 작업과 녹음을 즐겼지만, 알렉스 라이프슨은 투어 후 무대에서 노래를 틀고 나서 관중들의 실망스러운 반응을 감지하며 혼돈 상태에 빠진 그룹을 떠올렸다. 장황한 스토리 기반 곡과 복잡한 곡 구조, 가사를 담아내기 어려운 가사를 담은 프로그레시브 록 테마 음반은 라디오 방송 수신과 효과적인 홍보를 어렵게 만들었다. 게디 리는 이 밴드가 감동적이지 않은 반응을 이해할 수 없었고, 나중에 이 밴드의 멤버들이 주당 125달러의 출연료를 받으려고 애쓰면서 이 투어를 "Down the Tubes Tour"라고 불렀다. 리는 "그것은 여러분의 자신감을 흔들어 놓습니다. 우리는 너무 혼란스럽고 낙담했습니다."라고 말했다. 1980년, 라이프슨은 밴드의 역사의 이 순간을 포기가 가까워진 유일한 시간으로 꼽았다.

## 상업적 성과
《2112》는 1976년 4월 1일, 바이닐, 8트랙 카트리지, 카세트 테이프 등에 실려 발매되었다. 머큐리 레코드 음반의 배급사인 폴리도르 레코드로부터 강한 홍보를 받았는데, 그는 주요 무역 간행물에서 음반 소매에 그래픽을 기반으로 한 광고 캠페인을 발행했다. 이 음반은 《Fly by Night》에 이어 러시의 두 번째 음반이 되어 캐나다 음반 차트에서 5위를 차지하며 톱 10에 진입했다. 미국에서는 1976년 5월 29일, 빌보드 200 차트에서 37주 동안 차트에 머무르는 동안 61위로 정점을 찍었고, 그 밴드가 미국 100위 안에 드는 첫 번째 기록을 세웠다.
이 음반은 러시의 이전 음반들보다 더 빨리 팔렸다. 1976년 6월, 이 음반은 캐나다와 미국에서 이 밴드의 과거 카탈로그를 능가하여 각각 35,000장, 20만 장 가까이 팔렸다. 《2112》는 미국에서 잘 팔렸고, 1977년 11월, 미국 음반 산업 협회의 50만 장 판매로 골드 인증을 받았다. 1995년 11월, 이 음반은 300만 장 이상 판매로 트리플 플래티넘을 달성하여, 러시가 《Moving Pictures》에 이어 두 번째로 많이 팔린 음반이 되었다.

## 곡 목록
작사는 모두 특별한 언급이 없는 한 닐 피어트가 맡았고, 작곡은 모두 특별한 언급이 없는 한 게디 리와 알렉스 라이프슨이 맡았다.
| #  | 제목 | 재생 시간 |
| -- | --- | --------- |
| 1. | 〈2112 - I. Overture – 4:31 - II. The Temples of Syrinx – 2:16 - III. Discovery – 3:25 - IV. Presentation – 3:41 - V. Oracle: The Dream – 2:00 - VI. Soliloquy – 2:19 - VII. Grand Finale – 2:16〉 | 20:34     |

| #  | 제목                                 | 재생 시간 |
| -- | ------------------------------------ | --------- |
| 2. | 〈A Passage to Bangkok〉             | 3:32      |
| 3. | 〈The Twilight Zone〉                | 3:16      |
| 4. | 〈Lessons (작곡 & 작사: 라이프슨)〉  | 3:51      |
| 5. | 〈Tears (작곡 & 작사: 리)〉          | 3:30      |
| 6. | 〈Something for Nothing (작곡: 리)〉 | 3:59      |

## 인증
| 국가                       | 인증        | 판매량/출하량 |
| -------------------------- | ----------- | ------------- |
| 캐나다 (뮤직 캐나다)       | 2× 플래티넘 | 200,000^      |
| 영국 (BPI)                 | 골드        | 100,000^      |
| 미국 (RIAA)                | 3× 플래티넘 | 3,000,000^    |
| ^출하량을 기반으로 한 인증 |             |               |